# Euconnus wetterhallii
Euconnus wetterhallii är en skalbaggsart som först beskrevs av Leonard Gyllenhaal 1813. Euconnus wetterhallii ingår i släktet Euconnus, och familjen glattbaggar. Enligt den finländska rödlistan är arten nära hotad i Finland. Enligt den svenska rödlistan är arten nära hotad i Sverige. Arten förekommer på Gotland, Öland, Götaland och Svealand. Artens livsmiljö är stränder vid Östersjön.